# Marcus Pretzell
« Pretzell » redirige ici. Pour l’article homophone, voir Pretzel.
Marcus Pretzell, né le 16 juillet 1973 à Rinteln, est une personnalité politique allemande. Il est député européen de 2014 à 2019, élu sur la liste de l'Alternative pour l'Allemagne (AfD).

## Biographie

### Carrière politique
Marcus Pretzell est membre du Parti libéral-démocrate de 2004 à 2009.
Il est élu député européen en 2014.
Le 8 mars 2016, le bureau du groupe CRE, dans lequel il siège alors depuis le début de la mandature, demande aux deux élus de l'AfD (Beatrix von Storch et Marcus Pretzell) de quitter leur groupe avant le 12 avril, faute de quoi leur exclusion serait votée,. Cela s'explique par le fait que depuis le début de la présidence de Frauke Petry, le parti tend à opter pour des positions clairement hostiles à l'immigration et islamophobes. 
Marcus Pretzell décide de ne pas imiter sa collègue qui rejoint le groupe ELDD et déclare que son avenir au Parlement européen dépendra de la décision qui sera prise par le congrès fédéral de son parti à la fin du mois d'avril. Quelques jours plus tard, il rejoint les non-inscrits. Le 30 avril 2016, il annonce son intégration au groupe Europe des nations et des libertés (ENL).
Il quitte l'AfD en septembre 2017 tout comme son épouse Frauke Petry.

### Vie privée
Il est marié à Frauke Petry depuis 2016.